# Sjunde sinnet
Sjunde sinnet är en svensk tecknad dagspresserie skapad av bröderna Torbjörn och Kristian Hägglund.
Serien kretsar kring den moderlöse femåringen Teo och dennes livliga fantasivärld.